# Elegant putkopje
Het elegant putkopje (Silometopus ambiguus) is een spinnensoort in de taxonomische indeling van de hangmatspinnen (Linyphiidae).
Het dier behoort tot het geslacht Silometopus. De wetenschappelijke naam van de soort werd voor het eerst geldig gepubliceerd in 1905 door Octavius Pickard-Cambridge.